# Jesse Winchester (Musiker)

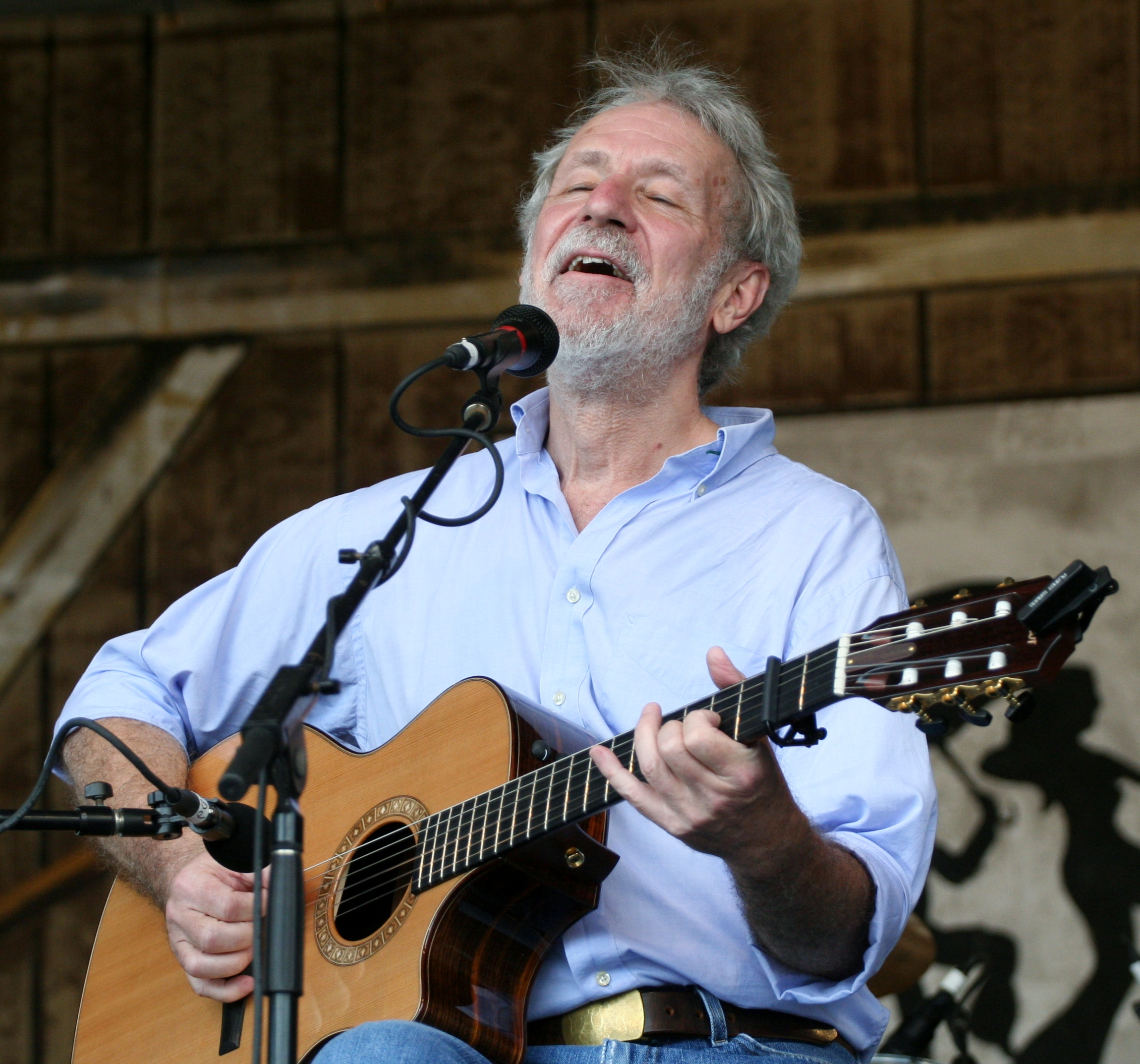
Jesse Winchester beim New Orleans Jazz & Heritage Festival (2011)

James Ridout Winchester (* 17. Mai 1944 in Bossier City, Louisiana; † 11. April 2014 in Charlottesville, Virginia) war ein US-amerikanischer Musiker, Songwriter und Produzent, der hauptsächlich den Bereichen Country und Folk zuzuordnen ist.

## Leben
Jesse Winchester wurde 1944 als Sohn eines Berufssoldaten in dem gegenüber von Shreveport am Red River gelegenen Bossier City, Louisiana, geboren. Seine Eltern zogen häufig um; so wuchs Winchester im nördlichen Mississippi auf und in Memphis, Tennessee. Er lernte früh Klavierspielen und sang im Kirchenchor. Nachdem er aber sowohl Countrymusik als auch Rhythm and Blues für sich entdeckt hatte, zog es ihn zur Gitarre, was ihn während seiner Highschool-Zeit gleich in mehrere Rock-’n’-Roll-Bands brachte. Er besuchte das Williams College in Williamstown, Massachusetts. 1965 nahm er ein Germanistik- und Philosophiestudium in München auf. Dort erreichte ihn 1967 die Nachricht, dass er zum Wehrdienst einberufen worden sei, was damals zumeist gleichbedeutend mit dem Einsatz im Vietnamkrieg war. Winchester verweigerte sich der Einberufung und entzog sich – wie insgesamt rund 50.000 Amerikaner – seiner Verhaftung durch die Flucht nach Kanada. So wurde er zum prominentesten Verweigerer des Vietnamkrieges in der Musikwelt.
Von nun an lebte Winchester in Montreal und bekam schnell Kontakte zur einheimischen Musikszene. Er schrieb Songs und spielte in einer frankokanadischen Rockband – wodurch der kanadische Musiker Robbie Robertson von The Band auf ihn aufmerksam wurde. Der stellte Kontakt zum Dylan-Förderer Albert Grossman her. So konnte Robertson 1969 Winchesters Debütalbum produzieren, das im folgenden Jahr veröffentlicht wurde. Die meisten der Lieder zeigten wehmütige Blicke auf die verlorene Heimat, den Süden der USA. Die gelungene Mischung aus leichtem Pathos, einer gewissen Wortkargheit, Humor, Ironie und griffigen Melodien sorgte dafür, dass Winchester vor allem in Musikerkreisen wahrgenommen wurde. Mit Biloxi, Brand New Tennessee Waltz und Yankee Lady enthielt das Debüt gleich drei Stücke, die fortan immer wieder gecovert wurden.
Im Laufe der Siebzigerjahre veröffentlichte Winchester regelmäßig Platten. Wegen des in den USA weiterhin existierenden Haftbefehls war es Winchester nicht möglich, seine Songs dort zu verbreiten. Das übernahmen immerhin die Musiker, die seine Lieder aufnahmen – u. a. Jimmy Buffett, Joan Baez, Anne Murray, die Everly Brothers, Jerry Jeff Walker, Fairport Convention, Tim Hardin, Emmylou Harris, Ronnie Hawkins, Nicolette Larson, Tom Rush und Wilson Pickett. Joan Baez übrigens vergaß bei ihren Konzerten nie, wenn sie Winchester-Songs spielte, die politische Dimension zu erwähnen: Dass da ein bedeutender amerikanischer Songautor im kanadischen Exil sitzt, weil er sich weigerte, Soldat zu werden. Auch in den folgenden Jahrzehnten wurden die Songs von Jesse Winchester nachgespielt, so von Reba McEntire, Elvis Costello, Wynona Judd oder Jimmie Dale Gilmore; dennoch ist er in der amerikanischen Öffentlichkeit eher im politischen Zusammenhang als im musikalischen bekannt. Verantwortlich dafür ist nicht zuletzt Joan Baez, die seine Situation vor allem auf der legendären Rolling Thunder Revue von Bob Dylan immer wieder erwähnte. 
1973 nahm Winchester die kanadische Staatsbürgerschaft an, heiratete und wurde schließlich Vater von drei Kindern. Ebenfalls 1973 eröffnete Winchester ein Aufnahmestudio. Dort bewies er neben dem Geschick als Songwriter auch seine Qualitäten als Begleitmusiker und Produzent. Im Jahre 1977 erließ Präsident Jimmy Carter eine Amnestie für alle, die sich der Einberufung zum Vietnamkrieg durch Flucht entzogen hatten. Das gab Winchester endlich die Möglichkeit, erstmals durch die USA zu touren und so die verhinderte Popularität vielleicht doch noch zu erreichen. Er nahm auch Platten in den USA auf, aber das Material war nicht mehr so stark wie in den Jahren zuvor; der große Erfolg blieb aus. Einigermaßen populär wurde 2002 sein Song Step by Step aus dem Jahr 1976, der in der letzten Episode der ersten Staffel der Fernsehserie The Wire beim Abspann eingesetzt wurde.
Erst 2002, nachdem er geschieden war, zog Jesse Winchester zurück in die USA; er heiratete erneut und zog schließlich nach Charlottesville, Virginia. Sein Studio verlegte er nach Cordova, Tennessee.
1990 wurde Winchester für den Juno-Award als bester Countrysänger nominiert, 2007 erhielt er einen Preis der American Society of Composers, Authors and Publishers für sein Lebenswerk.
Jesse Winchester tourte weiterhin regelmäßig, bis bei ihm im Jahr 2011 Speiseröhrenkrebs diagnostiziert wurde. Daraufhin sagte er alle Konzerttermine ab und begab sich in ärztliche Behandlung. Nachdem die Ärzte ihn als geheilt entlassen hatten, kündigte Winchester noch im selben Jahr an, bereits im kommenden Frühjahr wieder Konzerte geben zu wollen. Das tat er auch; am Tag nach seinem Tod war ein Konzert in London, Ontario geplant gewesen.

## Diskografie

### Studioalben
| Jahr | Titel                     | Höchstplatzierung, Gesamtwochen, AuszeichnungChartsChartplatzierungen (Jahr, Titel, Platzierungen, Wochen, Auszeichnungen, Anmerkungen) | Anmerkungen                |
| Jahr | Titel                     | US | Anmerkungen                |
| ---- | ------------------------- | --- | -------------------------- |
| 1972 | Third Down, 110 to Go     | US193 (5 Wo.)US | Erstveröffentlichung: 1972 |
| 1977 | Nothing but a Breeze      | US115 (16 Wo.)US | Erstveröffentlichung: 1977 |
| 1978 | A Touch on the Rainy Side | US156 (7 Wo.)US | Erstveröffentlichung: 1978 |
| 1981 | Talk Memphis              | US188 (2 Wo.)US | Erstveröffentlichung: 1981 |

Weitere Veröffentlichungen:
- 1970: Jesse Winchester
- 1974: Learn to Love It
- 1976: Let the Rough Side Drag
- 1977: Live at the Bijou Cafe
- 1988: Humour Me
- 1989: The Best of
- 1999: Anthology
- 1999: Gentleman of Leisure
- 2001: Live from Mountain Stage
- 2005: Live
- 2009: Love Filling Station
- 2014: A Reasonable Amount of Trouble

### Singles
| Jahr | Titel Album           | Höchstplatzierung, Gesamtwochen, AuszeichnungChartsChartplatzierungen (Jahr, Titel, Album, Platzierungen, Wochen, Auszeichnungen, Anmerkungen) | Anmerkungen                |
| Jahr | Titel Album           | US | Anmerkungen                |
| ---- | --------------------- | --- | -------------------------- |
| 1977 | Nothing but a Breeze  | US86 (3 Wo.)US | Erstveröffentlichung: 1977 |
| 1981 | Say What Talk Memphis | US32 (12 Wo.)US | Erstveröffentlichung: 1981 |